# Лео Пуммерер
Лео Пуммерер (нім. Leo Pummerer; 22 березня 1879, Лінц — 7 червня 1956) — австро-угорський, австрійський і німецький офіцер, дипломований інженер (18 грудня 1918), генерал-майор австрійської армії (26 липня 1932) і вермахту (1 листопада 1939).

## Біографія
18 серпня 1899 року вступив у австро-угорську армію. З 1 вересня 1906 року навчався у Віденському вищому технічному училищі. З 20 жовтня 1908 по 30 травня 1914 року служив у Військо-технічному комітеті Відня. З 28 липня 1914 року — командир батареї 1-го дивізіону гаубичного полку №10. Учасник Першої світової війни. 15 грудня 1914 року важко захворів, після одужання в квітні 1915 року призначений у Військово-технічний комітет. З 23 липня 1917 року — командир дивізіону 4-го важкого артилерійського полку. 3 грудня 1917 року повернувся в комітет. 
З 22 лютого 1919 року — начальник технічного відділу Військово-історичного музею. 1 вересня 1920 року переведений на адміністративну службу в австрійську армію, залишився працювати в музеї. З 27 липня 1924 року — співробітник Федерального міністерства оборони. 11 серпня 1931 року призначений членом Патентного суду на 5 років. 30 квітня 1933 року вийшов на пенсію.
1 листопада 1939 року переданий в розпорядження вермахту. 14 листопада Пуммереру доручили нагляд за промисловістю в зоні 17-ї (Відень) і 18-ї (Зальцбург) інспекцій озброєнь, а також інспекцій в імперському протектораті і генерал-губернаторстві. 31 січня 1943 року звільнений у відставку.

## Нагороди
- Ювілейний хрест
- Бронзова і срібна медаль «За військові заслуги» (Австро-Угорщина) з мечами
- Хрест «За військові заслуги» (Австро-Угорщина) 3-го класу з військовою відзнакою і мечами
- Військовий Хрест Карла
- Залізний хрест 2-го класу
- Військова медаль (Османська імперія)
- Пам'ятна військова медаль (Австрія) з мечами
- Почесний хрест ветерана війни з мечами
- Медаль «За вислугу років у Вермахті» 4-го, 3-го, 2-го і 1-го класу (25 років)
- Хрест Воєнних заслуг 2-го класу з мечами